# Большекляринское сельское поселение
Большекляринское се́льское поселе́ние — муниципальное образование в Камско-Устьинском районе Татарстана Российской Федерации.
Административный центр — село Большие Кляри.

## История
Статус и границы сельского поселения установлены Законом Республики Татарстан от 31 марта 2005 года № 26-ЗРТ «Об установлении границ территорий и статусе муниципального образования "Камско-Устьинский муниципальный район" и муниципальных образований в его составе».
«Олы Кариле авылы Казан ханлыгы җимерелгәннән соң оешкан. Әби-бабайлар шулай дип сөйли иде. 1552 нче елларда авылга җиде ир‑ат килеп төпләнгән булырга тиеш. Аларның берсе Карале исемле булган. Ир-атлар, ягъни безнең бабаларыбыз, башта моннан бер‑ике чакрым читтәрәк урнашканнар. Инде төпләнеп, яши башлагач, янгын чыккан. Бөтен ихаталары янып беткән. Шуннан соң Карале бабай, улын ияртеп, бу урынга килгән. Елга бар икәнен күреп, иптәшләрен дә чакырган. Алар да яңа урынны бик яраткан. Карале бабай хөрмәтенә авылга Кариле дип исем биргәннәр.» 
История деревни:
https://protatarstan.ru/news/vil_tat/oly-karile-kama-tamagy-raiony

## Население
| 2010 | 2011 | 2012 | 2013 | 2014 | 2015 | 2016 |
| ---- | ---- | ---- | ---- | ---- | ---- | ---- |
| 669  | ↘666 | ↘651 | ↘632 | ↘619 | ↘597 | ↘584 |
| 2017 | 2018 |      |      |      |      |      |
| ↘570 | ↘543 |      |      |      |      |      |

## Состав сельского поселения
| № | Населённый пункт | Тип населённого пункта       | Население |
| - | ---------------- | ---------------------------- | --------- |
| 1 | Бибеево          | деревня                      |           |
| 2 | Большие Кляри    | село, административный центр |           |
| 3 | Малые Кляри      | деревня                      |           |
| 4 | Челны            | деревня                      |           |